# Tamraca moorei
Tamraca moorei är en fjärilsart som beskrevs av Rose och Pajni 1978. Tamraca moorei ingår i släktet Tamraca och familjen mott. Inga underarter finns listade i Catalogue of Life.